# Ruines de la chapelle de Holyrood
Les Ruines de la chapelle de Holyrood est une peinture à l'huile sur toile réalisée par l'artiste français Louis Daguerre vers 1824, représentant Holyrood Abbey. Le tableau est exposé à la Walker Art Gallery de Liverpool, en Angleterre.

## Contexte

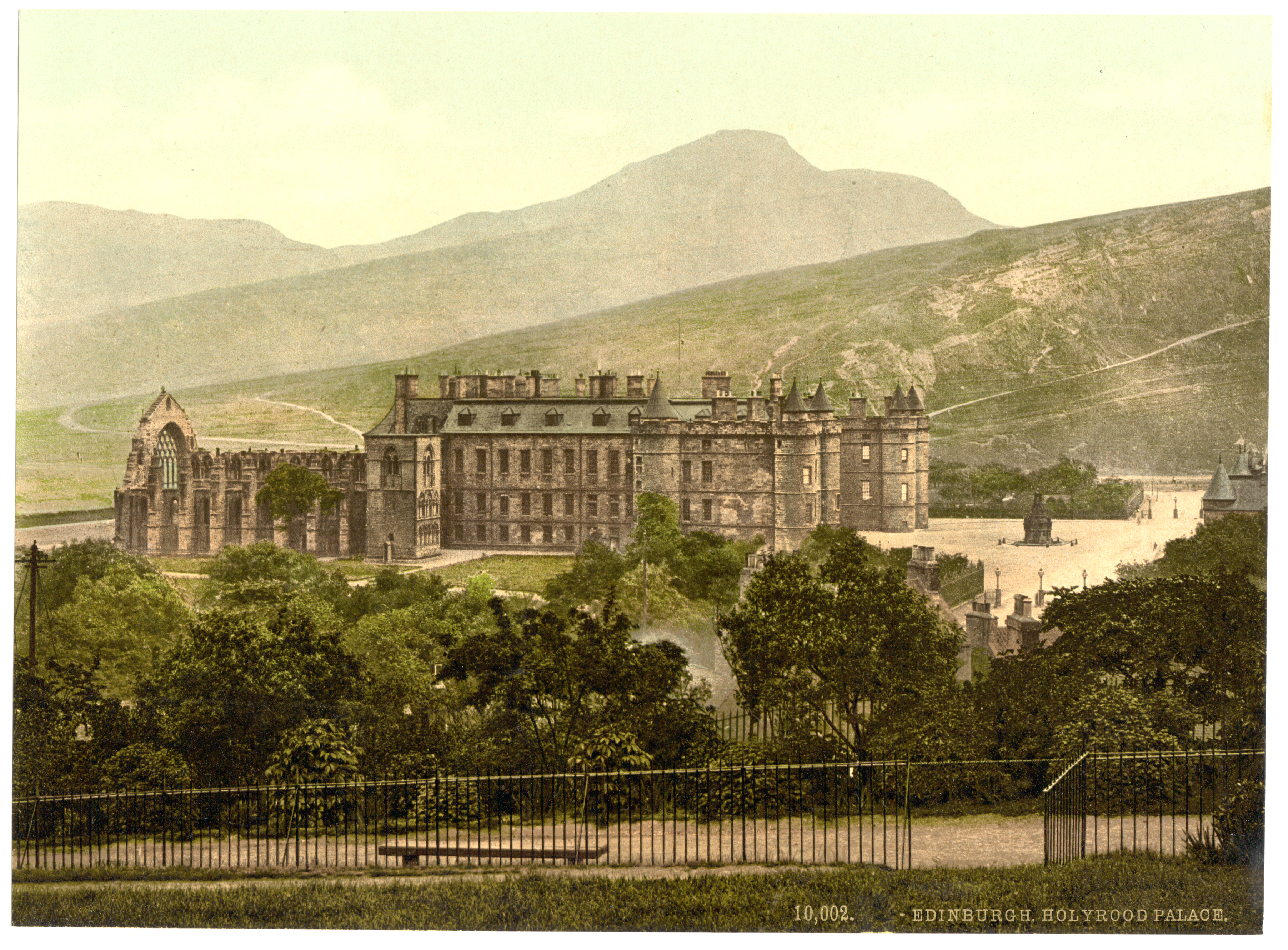
Le Palais de Holyrood, vers 1900. L'abbaye est située à gauche.

L’abbaye de Holyrood est un monastère de chanoines réguliers de Saint-Augustin, situé à Édimbourg en Écosse, qui date du début du XIIe siècle ; en 1501, le roi Jacques IV d'Écosse fait construire le palais de Holyrood qui la jouxte. L'abbaye a connu plusieurs épisodes de destruction et de reconstruction au cours des siècles ; elle a été utilisée pour le couronnement, le mariage et l'inhumation de rois d'Écosse. En 1768, au cours d'une tempête, le toit s'est effondré, laissant l'abbaye en ruines.
Louis Daguerre, peintre et décorateur de théâtre, connaît le succès en France à partir de 1822, avec son associé Charles Marie Bouton et son élève Hippolyte Sebron, grâce aux diorama qu'ils créent : de  grandes toiles translucides peintes en trompe-l'œil et animées par des effets d'éclairage variés donnant aux spectateurs une illusion de réalité. L'un de ceux-ci représente l'abbaye (on ignore si Daguerre l'a visitée en personne) ; ce diorama est présenté à Paris en 1823 et 1824, puis en 1825 au diorama que Daguerre a installé en 1823 à Londres dans Regent's Park ; la toile mesurait 21 mètres de long ; la présentation fait l'objet d'un livret de huit pages édité pour l'occasion.
Daguerre s'inspire également des ruines de l'abbaye pour le tableau qu'il peint vers la même date. La peinture à l'huile sur toile mesure 211 sur 256,3 centimètres. Il est acquis en 1864 par le musée de Liverpool et exposé à la Walker Art Gallery.

## Description
Le tableau représente les ruines de Holyrood Abbey au clair de lune, ce qui était une attraction populaire pour les visiteurs de l'abbaye au début du XIXe siècle. La perspective et l'échelle des ruines ont été légèrement modifiées pour s'adapter aux dimensions de la toile.

## Réception
Le tableau est présenté à Paris au Salon de 1824 et vaut à Louis Daguerre la Légion d'honneur ; Adolphe Thiers en donne une appréciation élogieuse : « Les appréciateurs du beau-faire, en s’approchant du tableau de M. Daguerre, ont eu de plus l’avantage de jouir de son exécution, si ferme, si large et si adroite dans les détails. » ; en revanche, Edmé François et Antoine Marie Miel qualifient le tableau de « sourd et monotone ». Les biographes de Daguerre, Helmut et Alison Gernsheim, estiment en 1956 que le tableau relève « davantage d’une représentation habile et réaliste du sujet que d’un travail artistique ».

## En littérature
Le poème Holyrood de Letitia Elizabeth Landon a été écrit à la suite d'une visite du diorama installé dans Regent's Park à Londres en 1825.